# أنطونيو أوليفر
أنطونيو أوليفر (بالإسبانية: Antonio Oliver Belmás)‏ هو ناقد أدبي وكاتب ومؤرخ وشاعر إسباني، ولد في 29 يناير 1903 في كارتاخينا في إسبانيا، وتوفي في 28 يوليو 1968.